# Tipo de dato
En ciencias de la computación, un tipo de dato informático o simplemente tipo es un atributo de los datos que indica al programador sobre la clase de datos que se va a manejar. Esto incluye imponer restricciones en los datos, como qué valores pueden tomar y qué operaciones se pueden realizar.
Los tipos de datos más comunes son: números enteros, números con signo (negativos), números de coma flotante (decimales), cadenas alfanuméricas (y unicodes), estados, etc.

## Información

Diagrama donde se muestran algunos tipos de datos.

Un tipo de dato es un espacio en memoria con restricciones. Por ejemplo, el tipo "int" representa, generalmente, un conjunto de enteros de 32 bits cuyo rango va desde el -2.147.483.648 al 2.147.483.647, así como las operaciones que se pueden realizar con los enteros, como son la suma, la resta, y la multiplicación. Los colores, por su parte, se representan como tres bytes denotando la cantidad de rojo, verde y azul, y una cadena de caracteres representando el nombre del color (en este caso, las operaciones permitidas incluyen la adición y la sustracción, pero no la multiplicación).
Este es un concepto propio de la informática, y más específicamente de los lenguajes de programación, aunque también se encuentra relacionado con nociones similares de la matemática y la lógica.
En un sentido amplio, un tipo de datos define un conjunto de valores y las operaciones sobre esos valores. Casi todos los lenguajes de programación explícitamente incluyen la notación del tipo de datos, aunque lenguajes diferentes pueden usar terminologías diferentes. La mayor parte de los lenguajes de programación permiten al programador definir tipos de datos adicionales, normalmente combinando múltiples elementos de otros tipos y definiendo las operaciones del nuevo tipo de dato. Por ejemplo, un programador puede crear un nuevo tipo de dato llamado «Persona», contemplando que el dato interpretado como «Persona» incluya un nombre y una fecha de nacimiento.
Un tipo de dato puede ser también visto como una limitación impuesta en la interpretación de los datos en un sistema de tipificación, describiendo la representación, la interpretación y la estructura de los valores u objetos almacenados en la memoria del ordenador. El sistema de tipificación usa información de los tipos de datos para comprobar la verificación de los programas que acceden o manipulan los datos.

## Clases de tipos de datos

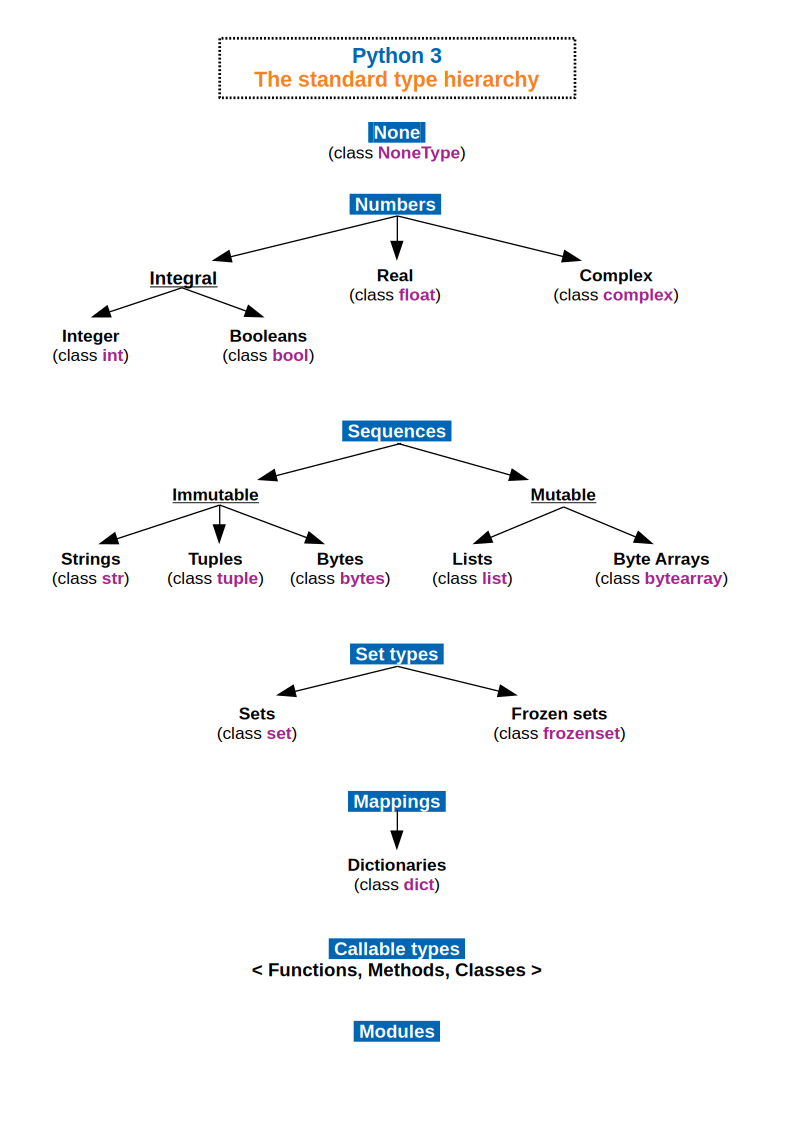

### Tipos de datos primitivos (o elementales)
Los tipos de datos hacen referencia al tipo de información que se trabaja, donde la unidad mínima de almacenamiento es el dato, también se puede considerar como el rango de valores que puede tomar una variable durante la ejecución del programa. 

#### Caracteres
El tipo de dato carácter es un dígito individual, el cual se puede representar como numéricos  (0 al 9), letras (a-z) y símbolos (!"$&/\).
```
Tipo de dato	Rango			Tamaño en memoria
char		   10	           21 bits por carácter
```

#### Caracteres unicode
El tipo de dato carácter unicode es una «extensión» del tipo de dato carácter, permite ampliar los símbolos de escritura, provee exactamente hasta 65535 caracteres diferentes.
Nota: En el lenguaje java la codificación Unicode permite trabajar con todos los caracteres de distintos idiomas.
```
Tipo de dato	Rango			Tamaño en memoria
short		   0 a 65535		   16 bits por carácter
```

#### Numéricos
Este tipo de dato puede ser real o entero, dependiendo del tipo de dato que se vaya a utilizar.
Enteros: son los valores que no tienen punto decimal, pueden ser positivos o negativos y el cero.
```
Tipo de dato			Tamaño en memoria
byte					8 bits
short					16 bits
int					32 bits
long					64 bits
```

Reales: estos caracteres almacenan números muy grandes que poseen parte entera y parte decimal.
```
Tipo de dato			Tamaño en memoria
float					32 bits
double					64 bits 
```

estos serían sus rangos y tamaños ordenados

#### Booleanos
Este tipo de dato se emplea para valores lógicos, los podemos definir como datos comparativos dicha comparación devuelve resultados lógicos (Verdadero o Falso).
```
Tipo de dato			Tamaño en memoria
boolean					8 bits
```

### Tipos compuestos
Los tipos compuestos se derivan de uno o más datos primitivos. A las distintas maneras de formar o combinar estos datos se les conocen con el nombre de “Estructura de datos”. Al combinarlo podemos crear un nuevo tipo, por ejemplo:
«array-de-enteros» es distinto al tipo «entero».
- Un Vector (o arreglo del original en inglés array) almacena un número de elementos del mismo tipo en un orden específico. Los arrays pueden ser estáticos (con una medida fija) o dinámicos (crecer durante su ciclo de vida).
- Un Registro o Tupla.
- Un Conjunto.

## Tipos de datos en distintos lenguajes

### Pascal
El lenguaje de programación Pascal permite declarar variables de tipo carácter (Cadena) y numérica.
Como se puede apreciar, todas las variables excepto la de tipo Cadena son de tipo numéricas (incluyendo Booleano).
| Nombre    | Memoria requerida   | Rango                                                  | Descripción                                 |
| --------- | ------------------- | ------------------------------------------------------ | ------------------------------------------- |
| Booleano  | 1bit                | 1 ~ 0                                                  | Verdad - Falso                              |
| Byte      | 1 byte (8 Bits)     | 0 ~ 255                                                | Byte sin signo.                             |
| ByteSig   | 1 byte (8 Bits)     | (-128) ~ 127                                           | Byte con signo.                             |
| Word      | 2 byte (16 Bits)    | 0 ~ 65.535                                             | Word sin signo.                             |
| WordSig   | 2 byte (16 Bits)    | (-32768) ~ 32767                                       | Word con signo.                             |
| Entero    | 4 byte (32 Bits)    | 0 ~ 4.294.967.295                                      | Entero sin signo.                           |
| EnteroSig | 4 byte (32 Bits)    | (-2.147.483.648) ~ 2.147.483.647                       | Entero con signo.                           |
| Real      | 8 byte (64 Bits)    | (-1,79769313486232^308) ~ (-4,94065645841247^-324)     | Número con coma flotante de doble precisión |
| Decimal   | 8 byte (64 Bits)    | (-922.337.203.685.477,5800) ~ 922.337.203.685.477,5800 | Número con coma fija de 4 decimales.        |
| Cadena    | 1 byte por carácter | 0 ~ 2000 millones de caracteres                        | Cadena de caracteres alfanumérica.          |

### Java
El lenguaje de programación Java permite declarar variables de tipo primitivo, pero dada que los envoltorios de dichas funciones presentan muchas operaciones útiles, es más común hacer uso de las clases que las tratan.
| Nombre         | Declaración | Memoria requerida | Intervalo                              | Descripción |
| -------------- | ----------- | ----------------- | -------------------------------------- | --- |
| Booleano       | boolean     | -                 | true - false                           | Define una bandera que puede tomar dos posibles valores: true o false. |
| Byte           | byte        | 1 byte (8 bits)   | [-128 .. 127]                          | Representación del número de menor rango con signo. |
| Entero pequeño | short       | 2 byte (16 bits)  | [-32,768 .. 32,767]                    | Representación de un entero cuyo rango es pequeño. |
| Entero         | int         | 4 byte (32 bits)  | [-231 .. 231-1]                        | Representación de un entero estándar. Este tipo puede representarse sin signo usando su clase Integer a partir de la Java SE 8. |
| Entero largo   | long        | 8 byte (64 bits)  | [-263 .. 263-1]                        | Representación de un entero de rango ampliado. Este tipo puede representarse sin signo usando su clase Long a partir de la Java SE 8.                                                                                                |
| Real           | float       | 4 byte (32 bits)  | [±3,4·10-38 .. ±3,4·1038]              | Representación de un real estándar. Recordar que al ser real, la precisión del dato contenido varía en función del tamaño del número: la precisión se amplia con números más próximos a 0 y disminuye cuanto más se aleja del mismo. |
| Real largo     | double      | 8 byte (64 bits)  | [±1,7·10-308 .. ±1,7·10308]            | Representación de un real de mayor precisión. Double tiene el mismo efecto con la precisión que float. |
| Carácter       | char        | 2 byte (16 bits)  | ['\u0000' .. '\uffff'] o [0 .. 65.535] | Carácter o símbolo. Para componer una cadena es preciso usar la clase String, no se puede hacer como tipo primitivo. |

## Tipos abstractos
No hay que confundir estos tipos de datos con los tipos de datos abstractos.
Los TDA siguen una interfaz que especifica que hace ese tipo de datos (la estructura de datos sería la implementación concreta). Formalmente, se trata de un modelo matemático para tipos de datos que están definidos por su comportamiento o semántica. A nivel de usuario se puede ver como el esquema de los datos y operaciones para manipular los elementos que componen ese tipo de datos. La estructura de datos sería la representación concreta de los datos.